# Phytoseius neomontanus
Phytoseius neomontanus är en spindeldjursart som beskrevs av Moraes och D. McMurtry 1989. Phytoseius neomontanus ingår i släktet Phytoseius och familjen Phytoseiidae. Inga underarter finns listade i Catalogue of Life.